# Dendrolasma mirabile
Dendrolasma mirabile is een hooiwagen uit de familie aardhooiwagens (Nemastomatidae). De originele naamcombinatie (protoniem) is Dendrolasma mirabile Banks, 1894.